# Xian de Cang
Le xian de Cāng (沧县 ; pinyin : Cāng Xiàn) est un district administratif de la province du Hebei en Chine. Il est placé sous la juridiction de la ville-préfecture de Cangzhou.
Le xian comprend une base aérienne de l'armée populaire de libération.

## Démographie
La population du district était de 646 108 habitants en 1999.